# Aleksandr Širko
Aleksandr Petrovič Širko (in russo Александр Петрович Ширко?, traslitterazione anglosassone: Aleksandr Petrovich Shirko; Mosca, 24 novembre 1976) è un ex calciatore russo, di ruolo attaccante.

## Palmarès
- Campionato russo: 6

Spartak Mosca: 1996, 1997, 1998, 1999, 2000, 2001
- Coppa di Russia: 3

Spartak Mosca: 1993-1994, 1997-1998, 2002-2003
- Coppa dei Campioni della CSI: 3

Spartak Mosca: 1999, 2000, 2001